# Gambrinus liga 2010/11
De Gambrinus liga 2010/11 was het achttiende seizoen van het Tsjechisch nationaal voetbalkampioenschap. Het ging van start op 17 juli 2010 en eindigde op 28 mei 2011.

## Clubs
| Club                       | Stad               | Stadion                                     | Afbeelding | Opening | Capaciteit |
| -------------------------- | ------------------ | ------------------------------------------- | ---------- | ------- | ---------- |
| FC Baník Ostrava           | Ostrava            | Bazaly                                      |            | 1959    | 17.372     |
| FK Baumit Jablonec         | Jablonec nad Nisou | Chance Arena                                |            | 1955    | 6280       |
| Bohemians 19051            | Vršovice, Praag    | Synot Tip Aréna                             |            | 2008    | 21.000     |
| SK Dynamo České Budějovice | České Budějovice   | Fotbalový stadion Střelecký ostrov          |            | 1940    | 6746       |
| FC Hradec Králové          | Hradec Králové     | Všesportovní stadion                        |            | 1966    | 6000       |
| FK Mladá Boleslav          | Mladá Boleslav     | Městský stadion Mladá Boleslav              |            | 2005    | 5000       |
| 1. FK Příbram              | Příbram            | Na Litavce                                  |            | 1955    | 9100       |
| SK Sigma Olomouc           | Olomouc            | Andrův stadion                              |            | 1940    | 12.014     |
| SK Slavia Praag            | Vršovice, Praag    | Synot Tip Aréna                             |            | 2008    | 21.000     |
| 1. FC Slovácko             | Uherské Hradiště   | Městský fotbalový stadion Miroslava Valenty |            | 2003    | 8121       |
| FC Slovan Liberec          | Liberec            | Stadion u Nisy                              |            | 1934    | 9900       |
| AC Sparta Praag            | Bubeneč, Praag     | Generali Arena                              |            | 1917    | 20.854     |
| FK Teplice                 | Teplice            | Stadion Na Stínadlech                       |            | 1973    | 18.221     |
| FK Ústí nad Labem2         | Teplice            | Stadion Na Stínadlech                       |            | 1973    | 18.221     |
| FC Viktoria Pilsen         | Pilsen             | Stadion města Plzně                         |            | 1955    | 7842       |
| FC Zbrojovka Brno          | Brno               | Městský fotbalový stadion Srbská            |            | 1949    | 12.550     |

1 Bohemians 1905 speelde het seizoen 2011/12 in het stadion Synot Tip Aréna van wijkgenoot SK Slavia Praag omdat het eigen stadion Ďolíček niet aan de eisen voldeed.

2 Omdat het eigen stadion Městský stadion Ústí nad Labem van FK Ústí nad Labem niet aan de eisen voldeed speelde de club haar thuiswedstrijden in het stadion Na Stinadlech van FK Teplice.

## Eindstand
|     | Club                       | WG | W  | G  | V  | DV | DT | P  |                                                |
| --- | -------------------------- | -- | -- | -- | -- | -- | -- | -- | ---------------------------------------------- |
| 1.  | FC Viktoria Pilsen         | 30 | 21 | 6  | 3  | 70 | 28 | 69 | Tweede voorronde UEFA Champions League 2011/12 |
| 2.  | AC Sparta Praag1           | 30 | 22 | 2  | 6  | 54 | 21 | 68 | Derde voorronde UEFA Europa League 2011/12     |
| 3.  | FK Baumit Jablonec         | 30 | 17 | 7  | 6  | 65 | 34 | 58 | Tweede voorronde UEFA Europa League 2011/12    |
| 4.  | SK Sigma Olomouc           | 30 | 14 | 5  | 11 | 47 | 29 | 47 |                                                |
| 5.  | FK Mladá Boleslav3         | 30 | 13 | 7  | 10 | 49 | 40 | 46 | Derde voorronde UEFA Europa League 2011/12     |
| 6.  | Bohemians 1905             | 30 | 12 | 7  | 11 | 33 | 33 | 43 |                                                |
| 7.  | FC Slovan Liberec          | 30 | 12 | 7  | 11 | 45 | 36 | 43 |                                                |
| 8.  | FC Hradec Králové2         | 30 | 11 | 8  | 11 | 26 | 36 | 41 |                                                |
| 9.  | SK Slavia Praag            | 30 | 9  | 13 | 8  | 41 | 36 | 40 |                                                |
| 10. | FK Teplice                 | 30 | 10 | 9  | 11 | 39 | 46 | 39 |                                                |
| 11. | SK Dynamo České Budějovice | 30 | 7  | 12 | 11 | 30 | 48 | 33 |                                                |
| 12. | 1. FC Slovácko             | 30 | 8  | 7  | 15 | 27 | 43 | 31 |                                                |
| 13. | 1. FK Příbram              | 30 | 8  | 7  | 15 | 22 | 36 | 31 |                                                |
| 14. | FC Baník Ostrava           | 30 | 8  | 6  | 16 | 28 | 42 | 30 |                                                |
| 15. | FC Zbrojovka Brno          | 30 | 7  | 3  | 20 | 33 | 55 | 24 | Degradatie naar de Druhá liga                  |
| 16. | FK Ústí nad Labem2         | 30 | 4  | 7  | 19 | 22 | 67 | 19 | Degradatie naar de Druhá liga                  |

1 AC Sparta Praag was in dit seizoen de titelverdediger. 

2 FC Hradec Králové en FK Ústí nad Labem waren in dit seizoen nieuwkomers, zij speelden in het voorgaande seizoen niet op het hoogste niveau van het Tsjechische voetbal. 

3 FK Mladá Boleslav kwalificeerde zich voor de Europa League door het winnen van de Ondrášovka Cup (beker van Tsjechië).

## Statistieken

### Topscorers
19 doelpunten

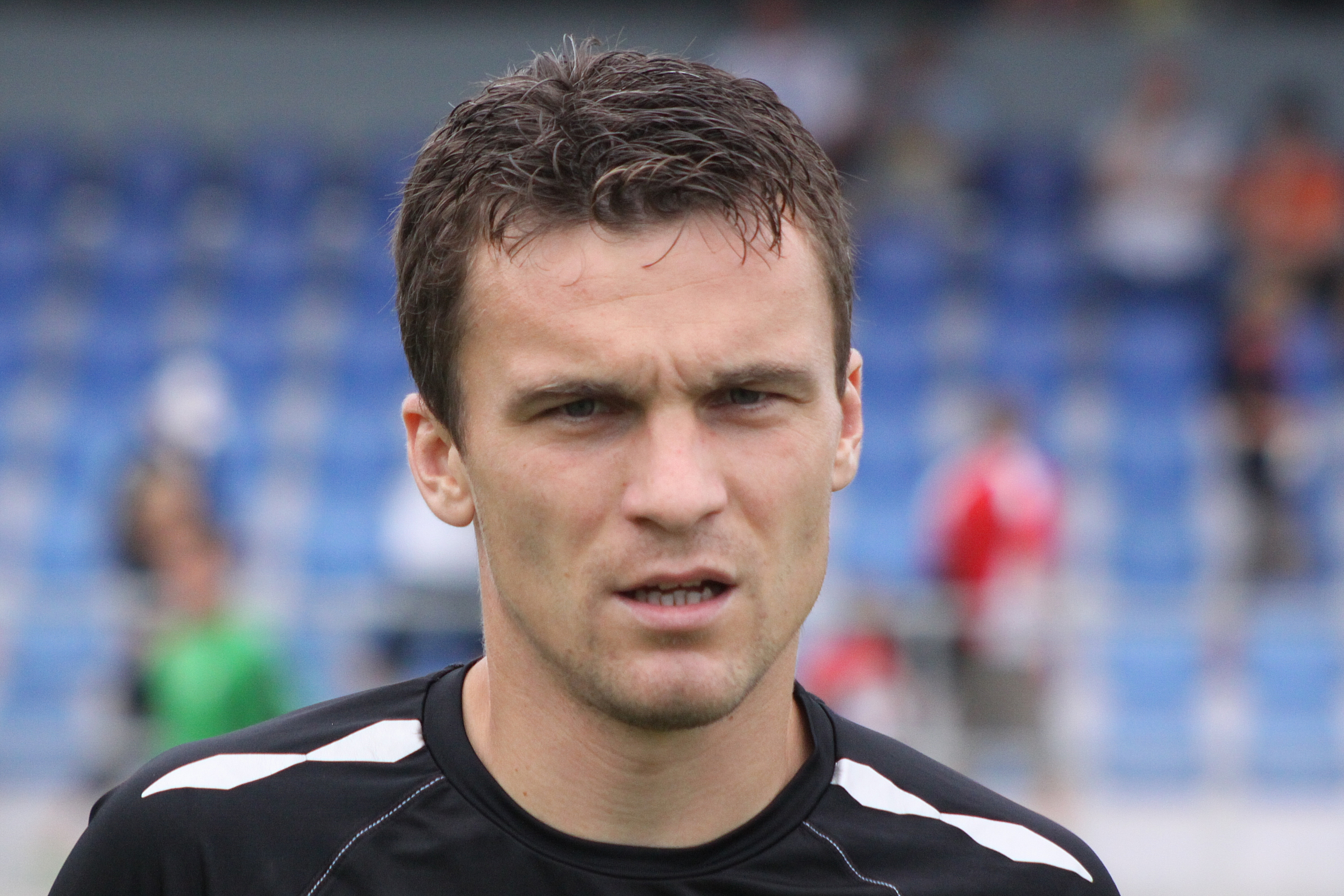
David Lafata

- David Lafata (FK Baumit Jablonec)

18 doelpunten
- Tomáš Pekhart (AC Sparta Praag)

14 doelpunten
- Léonard Kweuke (AC Sparta Praag)

13 doelpunten
- Daniel Kolář (FC Viktoria Pilsen)

12 doelpunten
- Michal Hubník (SK Sigma Olomouc)

11 doelpunten
- Jan Rezek (FC Viktoria Pilsen)

7 doelpunten
- Aidan Mahmutović (FK Teplice)
- Jan Nezmar (FC Slovan Liberec)
- Wilfried Bony (AC Sparta Praag)
- Zdeněk Ondrášek (SK Dynamo České Budějovice)

### Assists
8 assists
- Pavel Horváth (FC Viktoria Pilsen)
- David Lafata (FK Baumit Jablonec)
- Karel Piták (FK Baumit Jablonec)
- Jakub Petr (SK Sigma Olomouc)
- Petr Jiráček (FC Viktoria Pilsen)
- Leonard Kweuke (AC Sparta Praag)

7 assists
- Jiří Štajner (FC Slovan Liberec)
- Ivo Táborský (FK Mladá Boleslav)
- Andrej Kerić (FC Slovan Liberec 3 / AC Sparta Praag 4)

6 assists
- Martin Lukeš (FC Baník Ostrava)
- Marek Kulič (FK Mladá Boleslav)
- Karol Kisel (SK Slavia Praag)
- Alexandre Mendy (FK Mladá Boleslav)
- Milan Petržela (FC Viktoria Pilsen)
- Daniel Kolář (FC Viktoria Pilsen)
- Milan Černý (SK Slavia Praag)
- Tomáš Janotka (SK Sigma Olomouc)
- Vitali Troebila (SK Slavia Praag 4 / Bohemians 1905 2)
- Jan Kovařík (FK Baumit Jablonec)